# Cristian Gómez García
Cristian Gómez García (Hospitalet de Llobregat, Barcelona, 27 de julio de 1989), conocido deportivamente Cristian Gómez, es un futbolista español que juega como centrocampista para el Ultimate Móstoles como jugador 13.

## Clubes
| Club                                | País   | Año       |
| ----------------------------------- | ------ | --------- |
| C. E. L'Hospitalet                  | España | 2008-2011 |
| R. C. D. Espanyol "B"               | España | 2011-2012 |
| R. C. D. Espanyol                   | España | 2012-2015 |
| Real Madrid Castilla C. F. (cedido) | España | 2013-2014 |
| Girona F. C.                        | España | 2014-2015 |
| C. E. L'Hospitalet                  | España | 2016      |
| Club Lleida Esportiu                | España | 2016-2018 |
| C. E. L'Hospitalet                  | España | 2019-21   |